# Vitaliano Donati
Vitaliano Donati (Padua, 1717-océano Índico, 26 de febrero de 1762), fue un médico, arqueólogo, botánico, y algólogo italiano. Obtuvo el grado de doctor en Filosofía el 10 de junio de 1739.
Profundizó estudios en la flora y fauna del Adriático, y en 1745 publica Della storia naturale marina dell'Adriatico, que fuese traducida a muchos idiomas europeos.
En 1750, el rey Carlos Manuel III de Cerdeña, le ofrece una silla de Botánica y de Historia natural en la Universidad de Turín.
Durante su carrera de profesorado, también ocupó las cátedras de Mineralogía y de Geología. Y ocupó la silla del Huerto Botánico de la Universidad de Turín desde 1750 hasta su deceso; contribuyendo a aumentar notablemente el número de especies florísticas gracias a los especímenes recolectados en numerosos viajes exploratorios tanto en territorio piamontés como en el exterior. Durante tales viajes se ocupó también de la mineralogía y de la geología, realizando certeras observaciones sobre terremotos, y sobre el clima, también sobre yacimientos minerares en Piamonte, orientado al conocimiento de los recursos locales y a eventuales ventajas económicas.
Su naturaleza ecléctica de los estudios emerge en todos los casos: en sus exploraciones reportó, enfáticamente, muchas informaciones de etnografía y de geografía humana, formando un importante cuadro de la realidad poblacional de los Alpes del siglo XVIII.
En 1757, Donati es electo miembro extranjero de la Real Academia de las Ciencias de Suecia.
Fue encargado por el papa Benedicto XIV, en conjunto con Giovanni Poleni, para recolectar especímenes útiles para alistar el naciente Museo de Historia natural de la Universidad de La Sapienza de Roma.
En junio del 1759, sempre encargado por Carlos Manuel III, parte de Venecia, y visita Egipto y las Indias Orientales con fines científicos y comerciales. En Egitto, Donati explora una parte del curso del Nilo y prosigue hacia Siria. Y luego Palestina y Arabia, de donde se embarca para India. Y fallece en 1762, en el océano Índico, cuando navegaba en una nave turca desde Mangalore dirigiéndose a Goa, en India.
- La abreviatura «Donati» se emplea para indicar a Vitaliano Donati como autoridad en la descripción y clasificación científica de los vegetales.[1]

## Obra

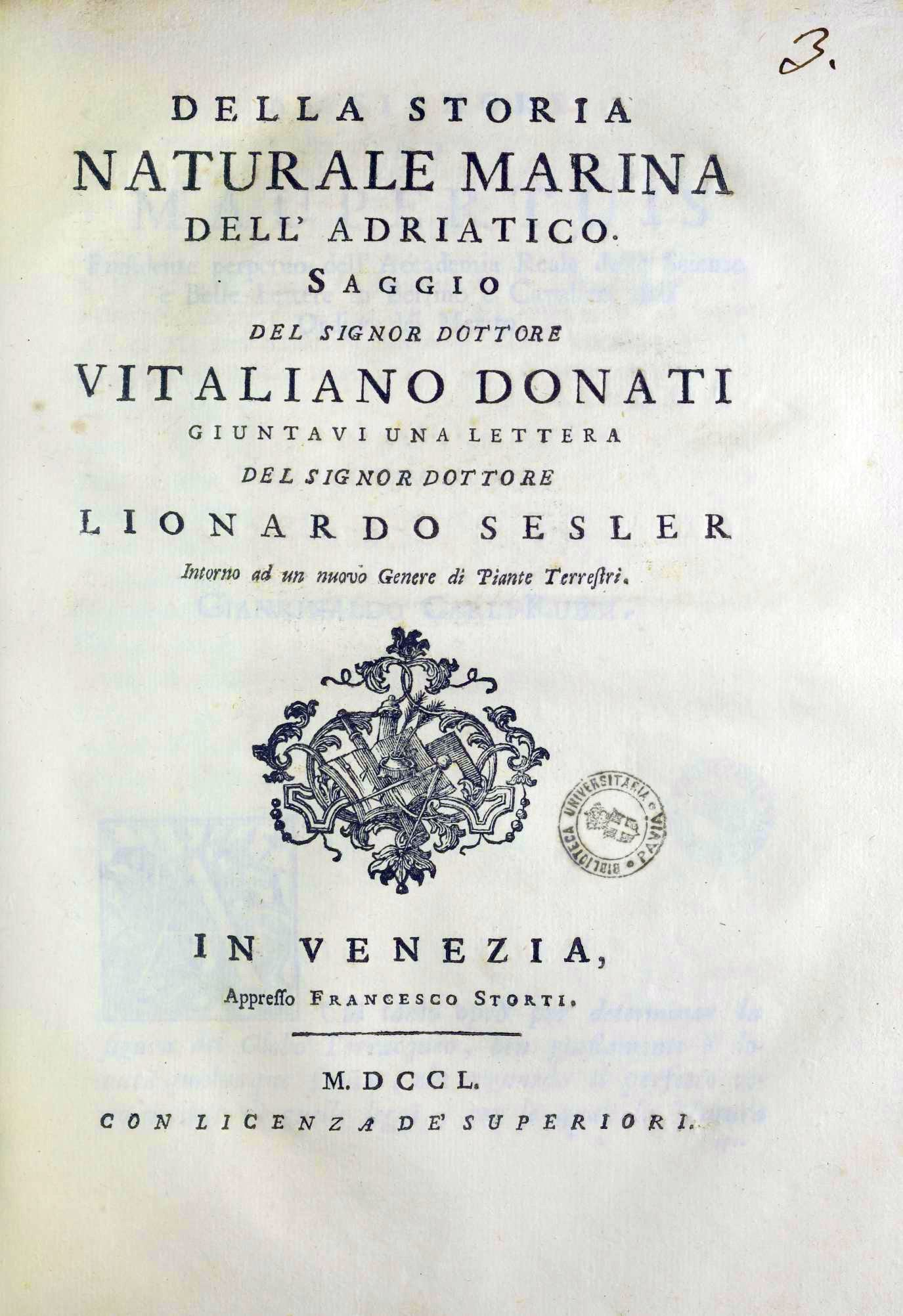
Della storia naturale marina dell'Adriatico, 1750

- Essai Sur L'Histoire Naturelle de la Mer Adriatique Par Le Docteur Vitaliano Donati, Avec Une Lettre Du Docteur Leonard Sesler, Sur Une Novelle Espece. Con Leonard Sesler. Edición reimpresa de Kessinger Publishing, LLC, 108 pp. ISBN	1104124408, 2009

- Lettere inedite del dottor Vitaliano Donati. Editor E. Sarzani e c. 37 pp. 1883

- Lettere inedite scientifico-letterarie di Lodovico Muratori - Vitaliano Donati - Gio. Maria Lancisi - Daniele Le Clerc: raccolte e corredate di cenni biografici. Volumen 497 de Biblioteca scelta di opere italiane antiche e moderne. Con Antonio Roncetti, Lodovico Antonio Muratori, Giovanni Maria Lancisi, Daniel Le Clerc. Editor Gio. Silvestri, 278 pp. 1845

- Viaggio mineralogico nella Alpi occidentali di Vitaliano Donati a cura di Giuse Scalva, ed. Editrice Compositori per l'Istituto Nazionale per la Ricerca sulla Montagna di Roma (INRM). Publicado en 2001, siendo la relación no publicada del viaje por los Alpes occidentales, en 1751

- Della storia naturale marina dell'Adriatico. 1745